# Гаральд Гроссе
Гаральд Гроссе (нім. Harald Grosse; 17 листопада 1906, Майнц — 24 лютого 1940, Атлантичний океан) — німецький офіцер-підводник, фрегаттен-капітан крігсмаріне.

## Біографія
В 1925 році вступив на флот. З 13 серпня 1935 року — командир підводного човна U-8, з 4 листопада 1936 року — U-34, з 23 грудня 1936 по 4 жовтня 1937 року — U-22, з 15 січня 1940 року — U-53. 2 лютого 1940 року вийшов у свій перший і останній похід.   23 лютого U-53 був потоплений затоплений поблизу Оркнейських островів британським есмінцем «Гуркха». Всі 42 члени екіпажу загинули.
Всього за час бойових дій потопив 5 кораблів загальною водотоннажністю 13 298 тонн і пошкодив 1 корабель водотоннажністю 8022 тонни.
| Дата           | Назва корабля                    | Тип               | Тоннаж | Вантаж                   | Екіпаж | Загинули | Країна             |
| -------------- | -------------------------------- | ----------------- | ------ | ------------------------ | ------ | -------- | ------------------ |
| 11 лютого 1940 | Snestad                          | Торговий теплохід | 4,114  | Баласт                   | 36     | 2        | Норвегія           |
| 11 лютого 1940 | Imperial Transport (пошкоджений) | Тепловий танкер   | 8,022  |                          | 43     | 2        | Британська імперія |
| 12 лютого 1940 | Dalarö                           | Торговий пароплав | 3,927  | 5400 тонн льону в мішках | 30     | 1        | Швеція             |
| 13 лютого 1940 | Norna                            | Торговий пароплав | 1,022  | Сіль                     | 18     | 18       | Швеція             |
| 14 лютого 1940 | Martin Goldschmidt               | Торговий пароплав | 2,095  | Фосфати                  | 20     | 15       | Данія              |
| 18 лютого 1940 | Banderas                         | Торговий пароплав | 2,140  | 3400 тонн фосфатів       | 29     | 22       | Іспанія            |

## Звання
- Фенріх-цур-зее (1 квітня 1927)
- Лейтенант-цур-зее (1 жовтня 1929)
- Оберлейтенант-цур-зее (1 липня 1931)
- Капітан-лейтенант (1 липня 1935)
- Корветтен-капітан (1 листопада 1939)
- Фрегаттен-капітан (1 червня 1940, посмертно)

## Нагороди
- Медаль «За вислугу років у Вермахті» 4-го і 3-го класу (12 років)